# Sobekhotep VIII
Sekhemre-Sewosretawy (Sobekhotep VIII) fou un faraó egipci de la dinastia XVI, que va governar a Tebes. El seu nom volia dir "El poder de Ra que restaura les Dues Terres". Fou fill i probablement el successor de Sekhemre-Sementawy Djehuty segons l'ordre en què són esmentats al Papir de Torí. Segons aquest va regnar uns 16 anys (vers 1640-1625 aC) i el va succeir el seu germà Sekhemre-Sankhtawy (Neferhotep III) 
Es va trobar una pedra a Karnak on es feia constar la decisió del rei de preservar el temple d'una inundació del riu.